# حسين بك شاملو
حسين بك شاملو كان قائد جنود قزلباش من أصل تركماني، وكان في أعلى المناصب الحكومية في عهد إسماعيل الأول الصفوي (حكم 1501-1524). كان حسين بك في البداية المعلم والمربي لإسماعيل الأول خلال سنوات مراهقته، ولهذا السبب يلقب بحسين بك لاله. وهو أول من شغل منصب الصدر الأعظم (نائب الملك) في الدولة الصفوية.

## سيرته
ينتمي حسين بك إلى قبيلة شاملو، وهي إحدى قبائل قزلباش التركمان السبعة. القزلباش كانت مجموعة عسكرية شيعية تدعم إسماعيل الأول، الزعيم الشاب للطريقة الصفوية. وفي الوقت الذي لجأ فيه إسماعيل إلى جيلان بسبب الخوف من قبائل الآق قويونلو التي كانت تسيطر على معظم إيران، لعب حسين بك دور ولي أمره ومعلمه (لاله). في عام 1500، خرج إسماعيل من مخبئه وهاجم شروان بمساعدة القزلباش وقتل حاكمها (فروخ يسار). وفي عام 1501، كانت كل من شيروان وآران وأذربيجان تحت سيطرة إسماعيل، وهو الذي أسس السلالة الصفوية.
ثم عُين حسين بك وزيراً وأمير الأمراء (القائد الأعلى) لجيش قزلباش. حتى عام 1504، كانت إيران الحالية كلها تحت سيطرة إسماعيل. في عام 1507، خيم حسين بك في غرب إيران، حيث فقد 300 شخص نتيجة مذبحة مجموعة من الأكراد. وفي نفس العام عين إسماعيل أمير نجم الدين مسعود الكيلاني وزيرًا جديدًا. والسبب في ذلك هو أن إسماعيل فضل الفرس عن القزلباش التركمان الذين على الرغم من أنهم لعبوا دورًا مهمًا في حملات إسماعيل، إلا أنهم أصبحوا أقوياء جدًا ولم يعودوا موثوقين جدًا. وبعد ذلك بعام استولى الجيش الصفوي بقيادة حسين بك والشاه إسماعيل على بغداد. في عام 1509 خسر حسين بك منصب القائد العام لصالح محمد بك أوستاجلو، وهو رجل متواضع الأصل. في عام 1512، خان حسين بك مع بقية قادة قزلباش الوزير الصفوي يار أحمد الخوزاني الأصفهاني وتركوه ليموت في معركة غجدوان.
شارك حسين بك لاحقًا في حرب إسماعيل ضد العثمانيين، لكنه قُتل في معركة جالديران عام 1514.